# Köping
Köping va ser la denominació a Suècia pel concepte anglès de market town. Aquest terme va ser abolit amb la reforma municipal de 1971, quan Suècia va ser subdividida en municipalitats.
En èpoques medievals va ser la designació oficial d'una ciutat-mercat.
El 1863 hi havia a Suècia 2.500 municipis, i entre ells 8 localitats rebien l'estatus de köping. El 1959 havia pujat a 95 localitats.

## Topònims que contenen la paraulaköping

### Seus municipals
- Linköping (104.232 habitants)
- Jönköping (89.396)
- Norrköping (87.247)
- Nyköping (29.891)
- Lidköping (25.644)
- Enköping (21.121)
- Köping (17.743)
- Falköping (16.350)
- Söderköping (6.992)

### Localitats menors
- Malmköping (1.977)
- Köpingsvik (599)
- Äsköping (342)